# Caserío Arandoñogoiti
El caserío Arandoñogoiti situado en el municipio de Mallavia (Provincia de Vizcaya, España) es un caserío originario del siglo XVI al que en el siglo XIX se le añadió en la mitad izquierda de su fachada Este un anejo de dos plantas.

## Descripción
Caserío a dos aguas, con cumbrera orientada Este-Oeste, unifamiliar, emplazado a media ladera entre las cotas 300 y 350. Es de planta cuadrada de 16x16 m, al que se añade un cuerpo anejo de planta rectangular de 8, 60x7,20 adosado a su fachada Este y también cubierto a dos aguas. Todos los muros están ejecutados con mampostería de piedra vista y en parte enlucida con mortero.
En la fachada de orientación Oeste, el edificio conserva paños de muro de sillarejo gótico y los siguientes huecos:
Un amplio acceso en arco de medio punto a la altura de planta baja, descentrado del eje central de la fachada, construido con grandes sillares dovelados de piedra arenisca que hoy está cerrado y se manifiesta como ventana. En la clave incluye el relieve de una cruz latina con peana. Además, en esa misma planta y a la derecha del arco se presentan dos huecos más de apertura posterior. Por otra parte, este lienzo de muro presenta en planta primera dos largas saeteras recercadas con piedra caliza.
La fachada Sur, presenta una puerta de acceso al interior del caserío que dispone de una escalera con cuatro peldaños. A la izquierda de ese acceso presenta un hueco de ventana recercado de piedra sillar. Además, a la derecha de esta puerta presenta dos huecos más, de los cuales el primero, se corresponde con la antigua puerta de acceso a la vivienda del caserío.
Por su parte, en la prolongación de esta fachada correspondiente al cuerpo añadido, se manifiestan cuatro huecos de ventana en dos alturas. A lo largo de toda la fachada Sur, la planta bajo-cubierta dispone de aberturas de ventilación.
La fachada de orientación Este se encuentra cubierta en su mitad izquierda por el edificio anejo. La mitad a la vista del cuerpo principal del edificio presenta en esa orientación los siguientes huecos:
En planta baja, un portón adintelado de acceso, con una puerta de madera de dos hojas y, a su derecha, un hueco de ventana. En la planta primera se abren dos huecos de ventana de dimensiones distintas, de los cuales el pequeño está recercado en piedra sillar. En el hastial abre un pequeño hueco rectangular para aireación de la planta de desván. 
La fachada de orientación norte presenta, en el cuerpo adosado, dos huecos de ventana, y en el cuerpo principal un portón alojado en una amplia mansarda del bajo-cubierta que permite acceso directo al desván.
La estructura del edificio principal se ordena mediante tres crujías longitudinales y cuatro transversales y está definida por postes enterizos apoyados sobre poyos o zapatas de piedra algunas de ellas con refuerzos de hormigón. Los pilares centrales y la parte correspondiente a la mitad oeste de la estructura está resuelta con cinco postes que corresponden a cuatro bernias y a una contrabernia de un lagar gótico. El entramado presenta varios sovigaños que soportaban la antigua masera. Por otra parte, cuatro postes enterizos más completan la armadura del edificio, la cual ensamblada mediante cajas de espiga y refuerzos de tornapuntas sostiene el cuerpo de vigas, correas, cabrios, así como el enlatado sobre el que apoya la teja árabe con la que se soluciona y cubre la cubierta.
La ordenación funcional de la planta se resuelve, entrando desde el portón de la fachada Este, mediante un espacio de zaguán enlosado, desde el cual, a mano derecha, se accede a una habitación que mantiene un fuego bajo en su esquina sureste. En esa habitación existe una olla de hierro fundido embebida en el muro de fachada Este. 
Por otro lado, a la izquierda del mencionado zaguán, hay otra habitación que es la que alojó el antiguo hogar. Contiguo a ese espacio se sitúa la actual cocina que dispone de ventana a la fachada Sur. Desde el zaguán se accede, de frente, a la antigua cuadra en cuyo suelo además de una parte enlosada aparecen, en la parte norte, los estratos de marga del terreno natural. La cuadra conserva los pesebres del ganado resueltos en madera con divisiones verticales mediante losas de piedra.